# ウェストポート駅
ウェストポート駅（英語：Westport Station）は、ニューヨーク州ウェストポート メイン・ストリート6705にある駅。 全米各地を結ぶ旅客鉄道のアムトラックが乗り入れている。

## 概要
当駅は1875年から1876年にかけてデラウェア・アンド・ハドソン鉄道（D＆H）の駅として建てられ、1891年と1908年に増築された。1974年に駅はデラウェア・アンド・ハドソン鉄道からウェストポートの町に1ドルで売却され、土地は長期賃貸借された。1974年から1976年の間、ウェストポート歴史協会は駅、特にロビーの主要な修復を開始した。ウェストポート歴史協会の後援により、駅劇場は1979年に設立され、駅の重要な店子となった。

## 利用可能な鉄道路線／列車
アムトラックの停車する列車は下記の通り。
モントリオールとニューヨーク間の昼行国際列車アディロンダック…1日1往復停車